# 李宜青
李宜青（?—?），號荊川，中國江西寧都州人，中國清朝官員，乾隆元年（1736年）高中進士。乾隆二十八年（1763年）至台灣擔任巡視台灣監察御史，留台約半年。